# Joan-Ramon Laporte Rosselló
Joan-Ramon Laporte Rosselló (Barcelona, 24 d'agost de 1948) és un farmacòleg barceloní, fill del polític i professor universitari Josep Laporte i Salas. És catedràtic de farmacologia per la Universitat Autònoma de Barcelona, cap del servei de farmacologia de l'Hospital Vall d'Hebron de Barcelona, director de l'Institut Català de Farmacologia, centre col·laborador de l'Organització Mundial de la Salut (OMS).
A les eleccions al Parlament de Catalunya de 2012 va ser el número 78, com a independent, de la llista per la circumscripció de Barcelona d'ICV-EUiA, i el 2015 va signar un manifest de suport a Barcelona en Comú.